# Nationaal park Rāzna
Het Nationaal park Rāzna (Lets: Rāznas nacionālais parks), opgericht in 2007, is het jongste nationale park in Letland en opgenomen in de Natura 2000-lijst. Gelegen in de regio Letgallen in het oosten van het land tussen Rēzekne in het noorden en Dagda in het zuiden, beslaat het 59.615 hectare en omvat talrijke meren, waaronder het Rāzna-meer, het op een na grootste meer van het land.

## Hydrografie
Het park bevat vele meren, beken en draslanden.

### Rāzna-meer
Als het met 5756 ha op een na grootste meer van Letland wordt het Rāzna-meer vanwege haar zandstranden ook wel de "zee van Letgallen" genoemd. Het is rijk aan vis, die zowel professioneel met netten wordt gevangen als door recreatieve hengelaars. In de winter wordt veelal ijsvissen beoefend.

### Ežezers
Ežezers is uniek doordat het meer ongeveer 70 ondiepten en eilanden bevat, waarvan de helft uit natte met riet en andere waterminnende planten bedekte vlakten bestaat en slechts ongeveer 35 uit eilanden in de ware zin.
Het hier gelegen recreatieoord ontving in de Sovjet-tijd regelmatig tot 800 bezoekers per dag.

## Architectuur
De heuvel Mākoņkalns (248 m) ten zuidwesten van het Rāzna-meer wordt bekroond door de ruïnes van de Wolkenburg. Dit in 1252 door de Lijflandse Orde gebouwde kasteel was een van hun oudste versterkingen in Letgallen. Aan de voet van de heuvel ligt het kleine Ubagova-meer, bijgenaamd het "heldere oog van Letgallen".

## Milieubehoud
Er zijn 15 vogelsoorten en 14 habitats welke onder bijzondere bescherming staan.

### Vissen
Het Rāzna-meer bevat 27 soorten vissen, dat is bijna 90% van alle vissoorten aangetroffen in de Letse meren. Het Rāzna-meer biedt goede voorwaarden voor soorten die op waterplanten broeden. Daarentegen is het niet erg gunstig voor soorten die op het zand of grind broeden. Dit is te wijten aan de toenemende eutrofiëring van het meer: het zand en grind aan de randen van het meer, de traditionele paaigronden voor de spiering en kleine marene worden toenemend bedekt met modder en waterplanten. De voortplanting van deze twee soorten is sterk afgenomen, en daarmee hun populaties.

### Amfibieën
De roodbuikvuurpad werd in 2004 in vier locaties gevonden, met in 2006 ongeveer 90 getelde volwassen mannen. Om de soort te herstellen zijn bij een LIFE-project ter  bescherming van habitats en soorten in het park (LIFE04 NAT/LV/000.199) maatregelen opgenomen voor de herintroductie van de soort.
De Dierentuin van Letgallen in Daugavpils begon een fokprogramma met 5 volwassenen. Vervolgens werden tussen 2006 en 2008 zo'n 870 dieren in de beschermde wetlands van het park uitgezet. Als onderdeel van dit project werden ook vier kleine meertjes nabij de plaats Mākoņkalns hersteld. Een meer recent project (LIFE09 NAT/LV/000.239) is gericht op de lange termijn te overleven door te bouwen op eerdere prestaties.
De belangrijkste punten zijn de oprichting van een nieuw Natura 2000-gebied nabij Daugavpils, waar zich een van de grootste populaties van roodbuikvuurpad in het land bevindt, en het creëren van een kweekcentrum voor zeldzame reptielen en amfibieën (Rare Reptile and Amphibian Breeding Centre) om de bevolking van roodbuikvuurpad en eveneens bedreigde Europese moerasschildpadden te verhogen.

## Menselijke leefomgeving

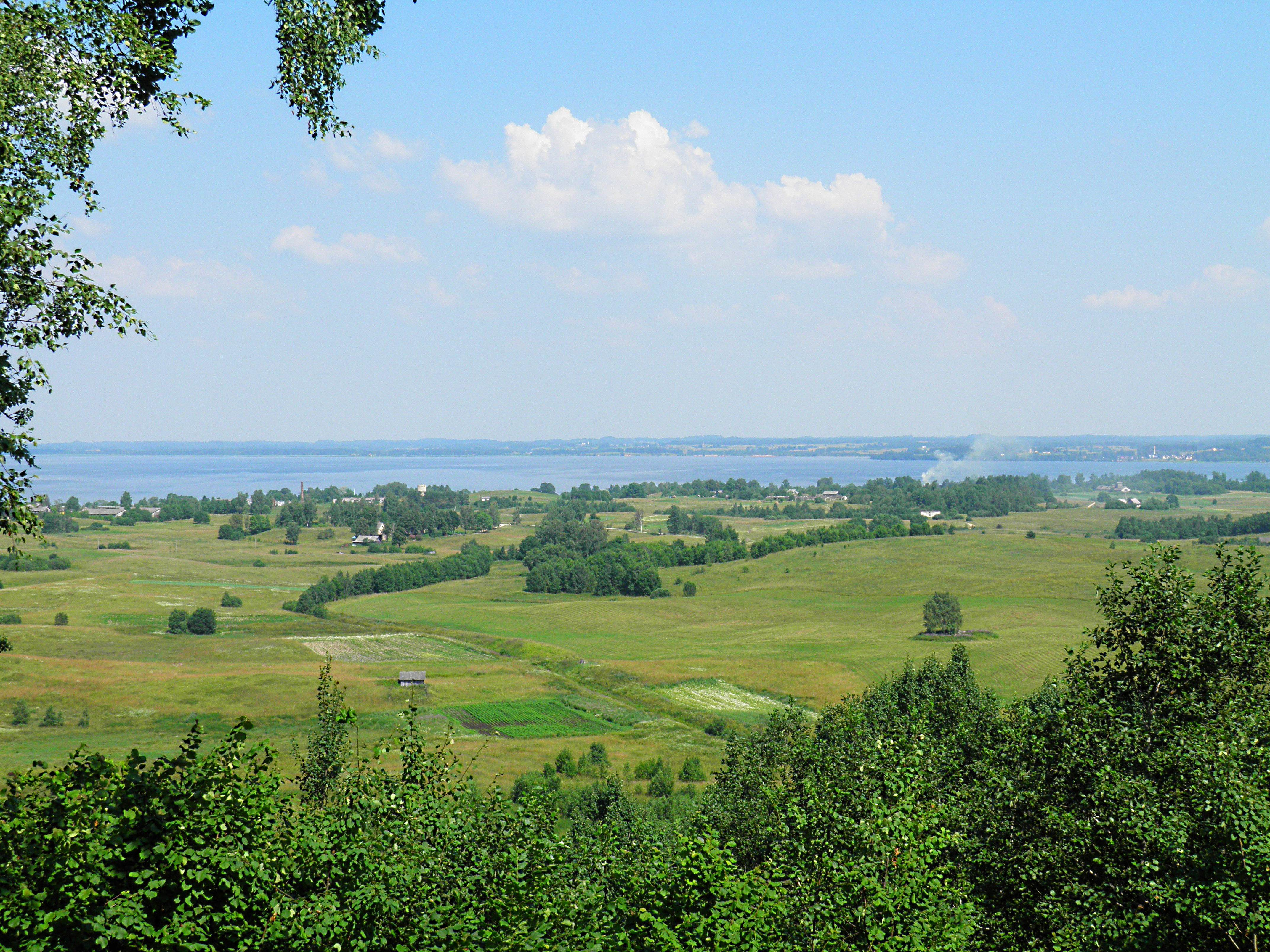
Zicht vanaf de Mākoņkalns

Op het grondgebied van het park bevinden zich acht plattelandsgemeenschappen:
- Rēzeknes novads : Kaunata, Mākoņkalns, Lūznava en Čornaja
- Dagdas novads : Andrupene, Andzeļi en Ezernieki
- Ludzas novads : Rundēni.

Ongeveer 8.000 mensen wonen in de omgeving van het park. De werkloosheid is zeer hoog, variërend van 20% tot 25% afhankelijk van de gemeente.

### Landbouw
Op het grondgebied van het park bevinden zich meerdere melkveehouderijen. De landbouw nam echter gedurende de tien jaar rond het jaar 2000 aanzienlijk af. Op dit moment is er bij slechts een paar boerderijen sprake van een industriële agrarische productie, de meeste boeren produceren slechts voor eigen consumptie.

### Visserij
Het Rāzna-meer ondersteunt een visserij-industrie, waarvan de rechten in het Rāzna-meer worden uitgegeven door Ekopunkts Ltd. Hoewel het meer slechts 5% van de totale oppervlakte van de Letse meren omvat, levert het 10% van de visvangst van al deze meren. Vangsten varieerden van 124 ton (21,6 kg/ha) in 1954 tot 9,6 ton (1,7 kg/ha) in 1991. De gemiddelde geoogste hoeveelheid tijdens deze periode was 60 ton per jaar of 10,4 kg/ha. Na 1967 is de hoeveelheid gevangen vis afgenomen, met een dieptepunt in 1991. Dit was een gevolg van een lagere intensiteit van de visserij en een aanzienlijke daling van het aantal vissers: voor 1967 waren er minstens drie of vier ploegen van vissers op het meer werkzaam, na 1967 waren dit er niet meer dan twee.
De sportvisserij is populair bij het Rāzna-meer, zowel door de lokale bevolking als bezoekers, vooral uit Rēzekne maar ook van verder weg. Vrijwel elk huishouden in de buurt van het meer heeft vismateriaal waarvan het gebruik door de visserij-regels verboden is. Elke dag zijn er minstens 100 vissers actief, en in het weekend zijn ze nog veel talrijker. Gerekend dat elke visser gemiddeld 2 kg vis vangt, bereikt de totale visserij door individuen ten minste 80-100 ton per jaar. De soorten op deze manier gevangen vis zijn moeilijk vast te stellen en waarschijnlijk bereiken of overschrijden ze het toegestane maximum.

### Jacht
Een aantal jachtverenigingen zijn op het grondgebied van het park actief.

### Toerisme
De recreatie op de meren (vooral het Rāzna-meer en Ežezers) en rivieren omvat boottochten, kanoën, vissen, watersport, strandrecreatie, picknicks en traditionele sauna's. In de bossen en velden kan men wandelen (een aantal gemarkeerde paden), en tochten met paard en wagen maken. Er zijn vijf fietsroutes.
Gauja · 
Ķemeri ·  
Rāzna · 
Slītere